# История евро
История евро в современном виде берёт свое начало 1 января 1999 года (хотя предпосылки к созданию были ещё в 1960-х), став основной валютой для Еврозоны. После сложных переговоров (особенно со стороны Великобритании) Маастрихтский договор вступил в силу в 1993 году с целью создания Экономического и валютного союза (ЭВС) к 1999 году для всех государств ЕС (за исключением Великобритании и Дании, хотя последняя и проводит политику фиксированного обменного курса с евро), и завершения процесса урегулирования денежной и политической систем европейских стран.
В безналичном виде валюта появилась в 1999 году; банкноты и монеты начали циркулировать с 1 января 2002 года. Евро быстро перенял прежние национальные валюты стран-участниц и медленно стал использоваться в других странах ЕС, даже тех, которые не входят в еврозону (в том числе и в Особых территориях государств - членов Европейского союза). В 2009 году Лиссабонский договор окончательно закрепил политический авторитет Еврогруппы наряду с Европейским Центральным банком (в том числе и в Особых территориях государств - членов Европейского союза).

## Разработка

### Ранняя идея

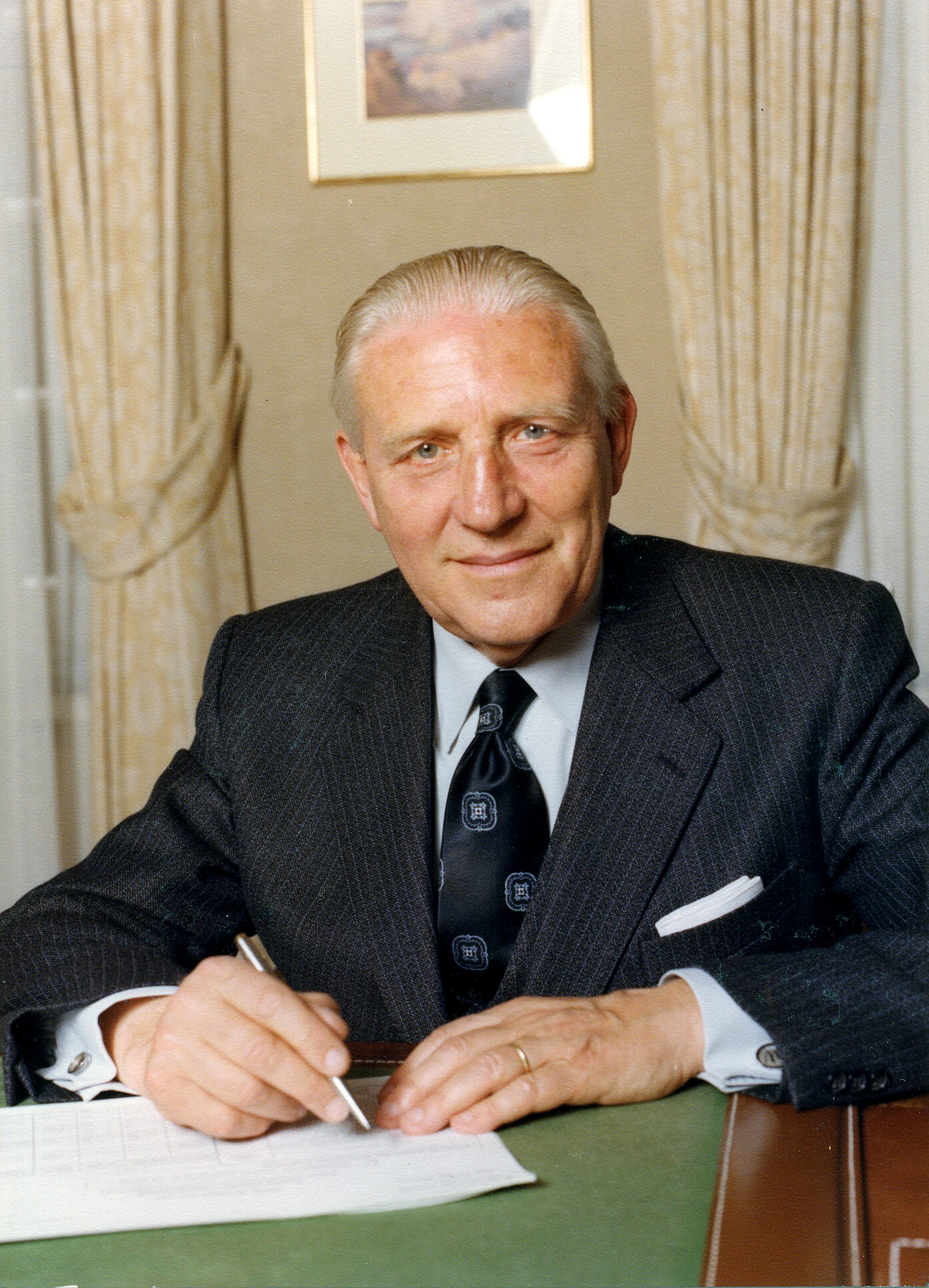
Доклад Пьера Вернера положил начало первым шагам к валютному союзу

Первые идеи об экономическом и валютном союзе в Европе возникли задолго до создания Европейских сообществ. Например, уже в Лиге Наций, Густав Штреземан предложил в 1929 году Европейскую валюту в качестве основной на фоне усилившегося экономического разделения из-за ряда новых национальных государств в Европе после Первой мировой войны, в это время воспоминания о латинском валютном союзе, включавшем главным образом Францию, Италию, Бельгию и Швейцарию и который практически распался после Первой мировой войны, занимали видное место в умах политиков.
Первая попытка создать экономический и валютный союз между членами Европейского экономического сообщества (ЕЭС) была предпринята по инициативе Европейской комиссии в 1969 году, в которой указывалось на необходимость «большей координации экономической политики и валютного сотрудничества». Это было продолжено на заседании Европейского совета в Гааге в декабре 1969 года. Европейский совет поручил Пьеру Вернеру, премьер-министру Люксембурга, найти способ уменьшить волатильность обменного курса валют. Его доклад был опубликован в октябре 1970 года и рекомендовал централизацию национальной макроэкономической политики, предполагающую «полное и необратимое установление паритета ставок и полное освобождение движения капитала». Но он не предлагал единой валюты или центрального банка. Попытка ограничить колебания европейских валют с помощью «змейки в туннеле» не удалась.
В 1971 году президент США Ричард Никсон отменил золотую поддержку доллара США, что привело к коллапсу Бреттон-Вудской системы, который затронул все основные валюты мира. Широко распространённые колебания валютных курсов и девальвации отбросили надежды на Европейский валютный союз. Однако в марте 1979 года была создана Европейская валютная система (ЕВС), фиксирующая обменные курсы на Европейской валютной единице (ЭКЮ), для стабилизации обменных курсов и противодействия инфляции. Также был создан Европейский фонд валютного сотрудничества (ЕФФС).
В феврале 1986 года Единый европейский акт официально закрепил политическое сотрудничество в рамках ЕЭС, включая компетенцию в области денежно-кредитной политики. На саммите Европейского совета в Ганновере 14 июня 1988 года началось обсуждение валютного сотрудничества. Франция, Италия и Европейская комиссия полностью поддержали валютный союз с центральным банком, против чего выступила британский премьер-министр Маргарет Тэтчер.

### Перезапуск
Европейский совет в Ганновере попросил президента Европейской комиссии Жака Делора возглавить специальный комитет управляющих центральных банков, чтобы предложить новый график с чёткими, практическими и реалистичными шагами по созданию экономического и валютного союза. Этот способ работы был заимствован из метода Спаака.
Франция и Великобритания были против воссоединения Германии и пытались повлиять на Советский Союз, чтобы остановить его. Однако в конце 1989 года Франция добилась от Германии обязательств по отношению к валютному союзу в обмен на поддержку воссоединения Германии.
В отчёте Делора 1989 года изложен план введения ЭВС в три этапа, включая создание таких институтов, как Европейская система центральных банков (ЕСЦБ), которые будут отвечать за формулирование и осуществление денежно-кредитной политики. В нём описывается создание валютного союза в несколько шагов. Начиная с первого шага, 1 июля 1990 года, валютный контроль был отменен, таким образом движение капитала было полностью либерализовано в Европейском экономическом сообществе. Лидеры достигли соглашения о валютном союзе благодаря Маастрихтский договору, подписанным 7 февраля 1992 года. Он согласился создать единую валюту, хотя и без участия Соединенного Королевства, к январю 1999 года.
Получить одобрение договора было непросто. Германия осторожно относилась к отказу от своей стабильной валюты, из-за своей немецкой марки Франция одобрила договор с небольшим отрывом,, а Дания отказалась ратифицировать его, пока они не получат такой отказ от валютного союза, как Соединенное Королевство, отказ, который они сохраняются по состоянию на 2019 год. 16 сентября 1992 года, известное в Великобритании как Черная среда, британский фунт стерлингов был вынужден выйти из системы фиксированного обменного курса из-за быстрого падения его стоимости.

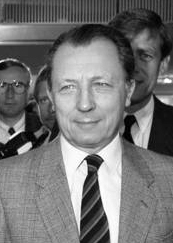
План президента Делора из трёх пунктов проложил начало ЕВС

### Второй этап
Второй этап Делора начался в 1994 году с создания Европейского валютного института (ЕВИ), пришедшего на смену Европейскому фонду валютного сотрудничества, в Маастрихте. Он был создан как предшественник Европейского центрального банка. Впервые он собрался 12 января под руководством своего первого президента Александра Ламфалусси. После долгих разногласий в декабре 1995 года по предложению тогдашнего министра финансов Германии Теодора Вайгеля для новой валюты было принято название евро (вместо названия Ecu (ЭКЮ), использовавшегося для предыдущей расчетной валюты).
Они также согласовали дату запуска валюты — 1 января 1999 года.
17 июня 1997 года в Амстердаме Европейский совет принял решение подписать Пакт стабильности и роста, призванный обеспечить бюджетную дисциплину после введения евро, и был создан новый механизм обменного курса (ERM II) для обеспечения стабильности выше евро и национальных валют стран, которые ещё не вошли в еврозону. Затем, 3 мая 1998 года, на Европейском совете в Брюсселе были отобраны 11 стран (Австрия, Бельгия, Германия, Ирландия, Испания, Италия, Люксембург, Нидерланды, Португалия, Финляндия, Франция), которые будут участвовать в третьем этапе с 1 января 1999 года. Для участия государства-члены должны были соответствовать строгим критериям, таким как: дефицит бюджета менее 3 % от их ВВП, коэффициент долга менее 60 % от ВВП, низкая инфляция и процентные ставки, близкие к средним по ЕС. Греция не соответствовала критериям и была исключена из стран-участниц 1 января 1999 года.
1 июня 1998 года Европейский центральный банк сменил ЕВИ. Однако он не вступил в полную силу до тех пор, пока 1 января 1999 года не был введен евро. Первым президентом банка был Вим Дуйзенберг, бывший глава ЕВИ и центрального банка Нидерландов. Затем были установлены курсы обмена между 11 участвующими национальными валютами для евро. Ставки были определены Советом Европейского союза на основе рекомендации Европейской комиссии, которые, в свою очередь, основывались на рыночных ставках 31 декабря 1998 года, так что один ЭКЮ был равен одному евро. Эти курсы были установлены Постановлением Совета 2866/98 (ЕС) от 31 декабря 1998 года. Они не могли быть установлены раньше, потому что ЭКЮ зависел от окончательного обменного курса валют, не относящихся к евро (главным образом, фунта стерлингов) в тот день. Из-за различий в национальных правилах округления и значащих цифр все преобразования между национальными валютами должны были осуществляться с использованием процесса триангуляции через евро.

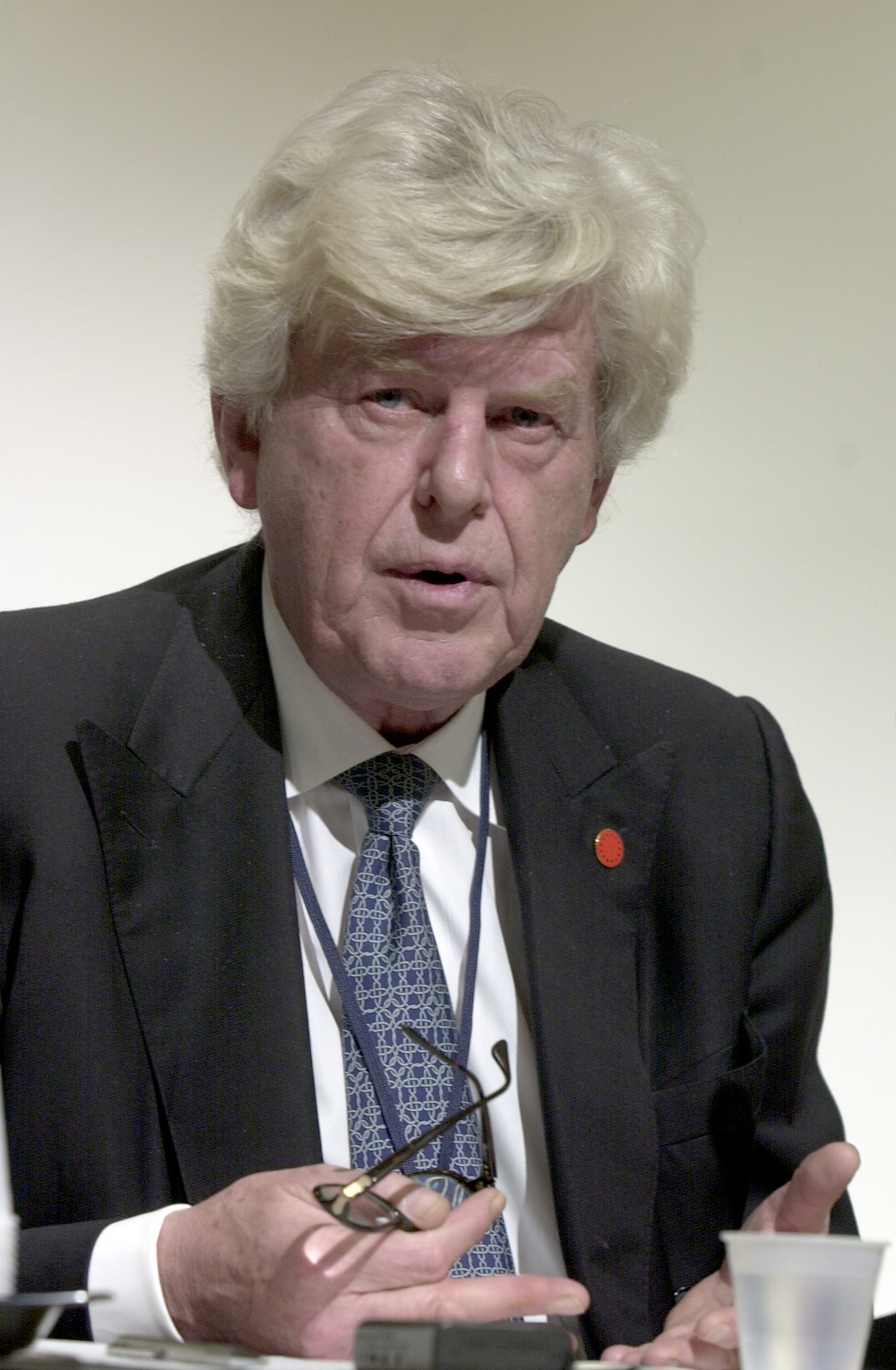
Вим Дуйзенберг стал первым президентом Европейского центрального банка

## Создание

### Запуск
Валюта была введена в нефизической форме (дорожные чеки, электронные переводы, банковское дело и т. д.) в полночь 1 января 1999 года, когда национальные валюты стран-участниц (еврозоны) перестали существовать независимо, поскольку их обменные курсы были заблокированы по фиксированным курсам, что фактически делает их простыми «недесятичными» подразделениями евро. Таким образом, евро стал преемником европейской денежной единицы (Ecu). Однако банкноты и монеты старых валют продолжали использоваться как законное платёжное средство до введения новых банкнот и монет 1 января 2002 года (которые были распределены в небольших количествах в декабре предыдущего года). Начиная с 1 января 1999 года все облигации и другие формы задолженностей стран еврозоны были деноминированы в евро.
В понедельник 4 января 1999 года цена евро, стартовавшая с 1,1686 $ США 31 декабря 1998 года, выросла в первый день торгов, и к закрытию составила примерно 1,18 $ США. Он был быстро принят, и дилеры были удивлены скоростью, с которой евро заменил национальные валюты. Ожидалось, что торги немецкой маркой продолжатся параллельно, но они прекратились, как только открылись рынки. Однако к концу 1999 года евро упал до паритета с долларом, что привело к экстренным действиям Большой семерки по поддержке евро в 2001 году
Позже, в 2000 году, Дания провела референдум по вопросу отказа от евро. Референдум привел к решению сохранить крону, а также отложены планы проведения референдума в Великобритании. Процедура, используемая для установления безвозвратного конверсионного курса 340,750 между греческой драхмой и евро, была иной, поскольку евро к тому времени было уже два года. В то время как курсы для первоначальных одиннадцати валют были определены всего за несколько часов до введения евро в качестве виртуальной валюты, курс для греческой драхмы был установлен за несколько месяцев до этого в постановлении Совета 1478/2000 (Европейского Сообщества) от 19 июня 2000 года.

Еврозона 1999—2002

### Чеканка
Дизайн новых монет и банкнот был объявлен в период между 1996 и 1998 годами, производство же началось на различных монетных дворах и типографиях 11 мая 1998 года. Задача была масштабной и потребовала полных 3,5 лет. 7,4 млрд банкнот и 38,2 млрд монет стали доступны для выпуска потребителям и предприятиям 1 января 2002 года. В семи странах новые монеты, выпущенные в преддверии 1 января 2002 года, будут иметь дату 2002 года. В Бельгии, Финляндии, Франции, Нидерландах и Испании на новых монетах указана дата чеканки, поэтому эти пять стран будут единственными, кто будет чеканить монеты евро, датированные 1999, 2000 и 2001 годами. Также было отчеканено небольшое количество монет Монако, Ватикана и Сан-Марино. Они сразу же стали популярными коллекционными предметами, и их стоимость была намного выше, чем номинальная. Выпуск продолжают и по сей день.

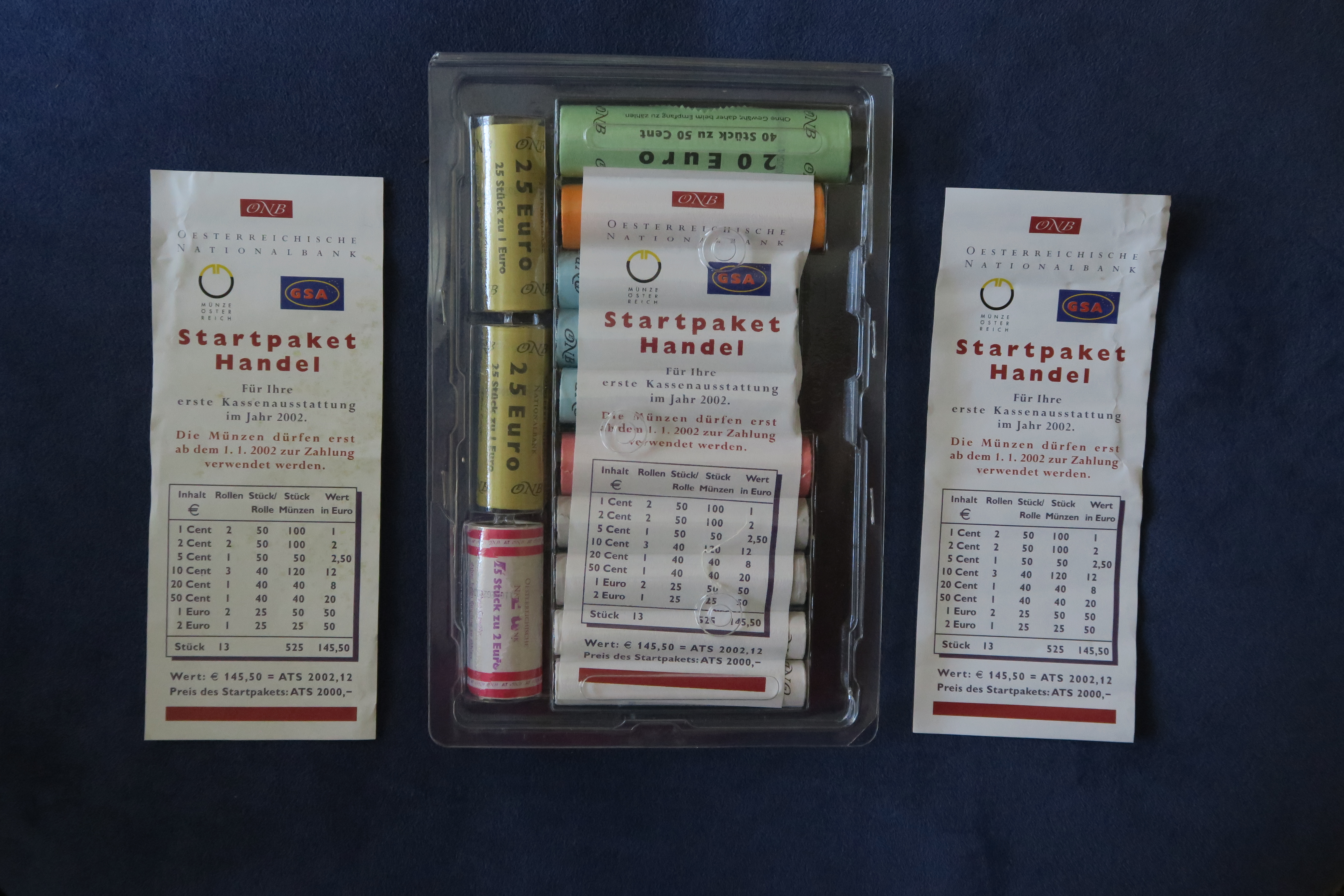
Бизнес-набор евро в Австрии

Между тем параллельная задача заключалась в ознакомлении европейской общественности с новыми монетами. Были выпущены плакаты с изображением рисунков, которые использовались на различных предметах, от игральных карт до футболок. В качестве финального шага 15 декабря 2001 года банки в каждой стране начали обменивать «стартовые комплекты евро». Комплекты представляли собой наборы в двух версиях, с новыми отчеканенными монетами внутри (как правило, на сумму от 10 до 20 евро, хотя в Финляндии было по одной монете на общую сумму 3,88 €, самую маленькую из всех) для общественности и для бизнеса. Их нельзя было использовать в торговле до 1 января, когда в этот день представили купюры. Наборы для бизнеса были представлены в «рулонах», в них находились монеты на сумму 100 евро и более, для общественности же были представлены наборы, содержавшие некоторое количество монет.

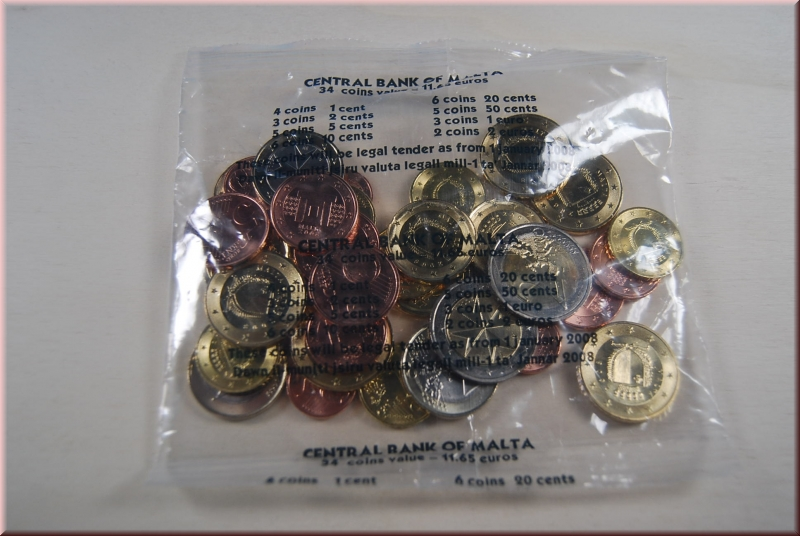
Мальтийский набор евро для общественности

Перед розничными торговцами и государственными учреждениями также стояла немаловажная задача. Товары, предназначенные для продажи населению, обычно использовали двойное ценообразование. Почтовые марки для правительств (а также марки, выпущенные Почтовой администрацией Организации Объединённых Наций для отделений в Вене) часто имели номинал такой же, как в прежней валюте, так и в евро, что обеспечивало их дальнейшую полезность после 2001 года. Банки несли огромную работу не только по подготовке к смене банкнот и монет, но и в бэк-офисе. Начиная с 1999 года все депозиты и займы были технически в евро, но депозиты и снятие средств продолжались в «унаследованной» валюте. Выписки будут содержать остатки средств в обеих валютах, начинающиеся не позднее 1 июля 2001 года и ранее, если этого потребуют потребности клиента.
Начиная с 1 декабря 2001 года монеты и банкноты стали распространяться из защищённых хранилищ сначала крупным розничным торговцам, а затем - более мелким. Широко ожидалось, что после 1 января возникнут серьёзные проблемы, потому что настолько широкие изменения сразу в двенадцати густонаселенных странах Европы никогда прежде не предпринималась.

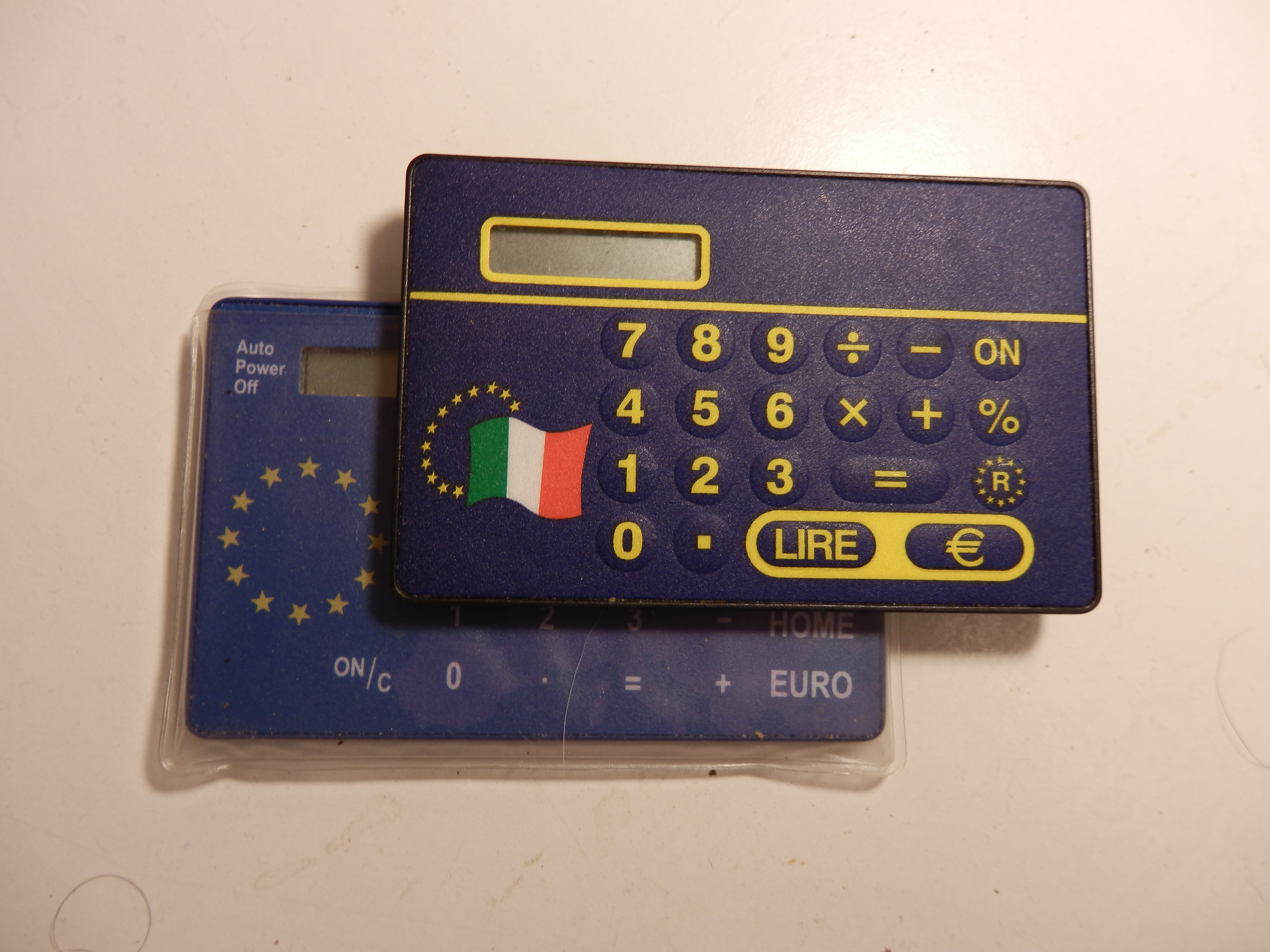
Карманные калькуляторы евро продавались во многих странах

### Валютный переход
Новые монеты и банкноты были впервые действительны на французском острове Реюньон в Индийском океане. Там состоялась первая официальная покупка с использованием евро-монет и банкнот за один килограмм растения личи. Наступление полуночи во Франкфурте в офисах ЕЦБ, символизировало переход.
В Финляндии Центральный банк открылся на час в полночь, чтобы граждане могли обменять валюту, а огромная пирамида евро украсила площадь Синтагма в Афинах. Другие страны также отметили приход евро. Парижский мост Пон-Неф был украшен в цветах ЕС, а в северном немецком городе Гифхорн состоялись мрачные символические похороны немецкой марки.
За исключением Германии, план введения в других странах новой валюты был в основном таким же. Банки будут принимать обмен устаревших валют, начнут выдавать евро из банкоматов, и только евро будут доступно для снятия средств с 1 января. Торговцы будут принимать унаследованную валюту, но давать сдачу в евро. В Германии немецкая марка больше не будет законным платежным средством с 1 января, и должна быть обменена в банках.
Несмотря на огромное количество доступных евро, люди боялись хаоса связанным с переходом. Во Франции эти опасения были усилены угрозой забастовки почтовых работников. Забастовка, однако, была улажена. Аналогичным образом работники французского банка BNP Paribas пригрозили сорвать введение евро-валюты забастовкой, однако и это тоже было решено.
На практике развертывание прошло гладко, без особых проблем. К 2 января все банкоматы в 7 странах и по меньшей мере 90 процентов в 4 других выдавали евро, а не унаследованную валюту, причем Италия, являющаяся главным нарушителем, имела 85 % банкоматов, выдающих евро. Неожиданная тенденция потребителей тратить свою унаследованную валюту, а не обменивать её в банках, привела к временному дефициту мелочи в евро, причём некоторым потребителям давали сдачу в унаследованной валюте.
Некоторые предприятия воспользовались переходом для повышения цен. Согласно исследованию Deutsche Bundesbank, произошел рост цен, но потребители отказались покупать столько же. Кофе-бар в Италии, который воспользовался переходом, чтобы поднять цены на кофе на треть, было приказано выплатить компенсацию клиентам.

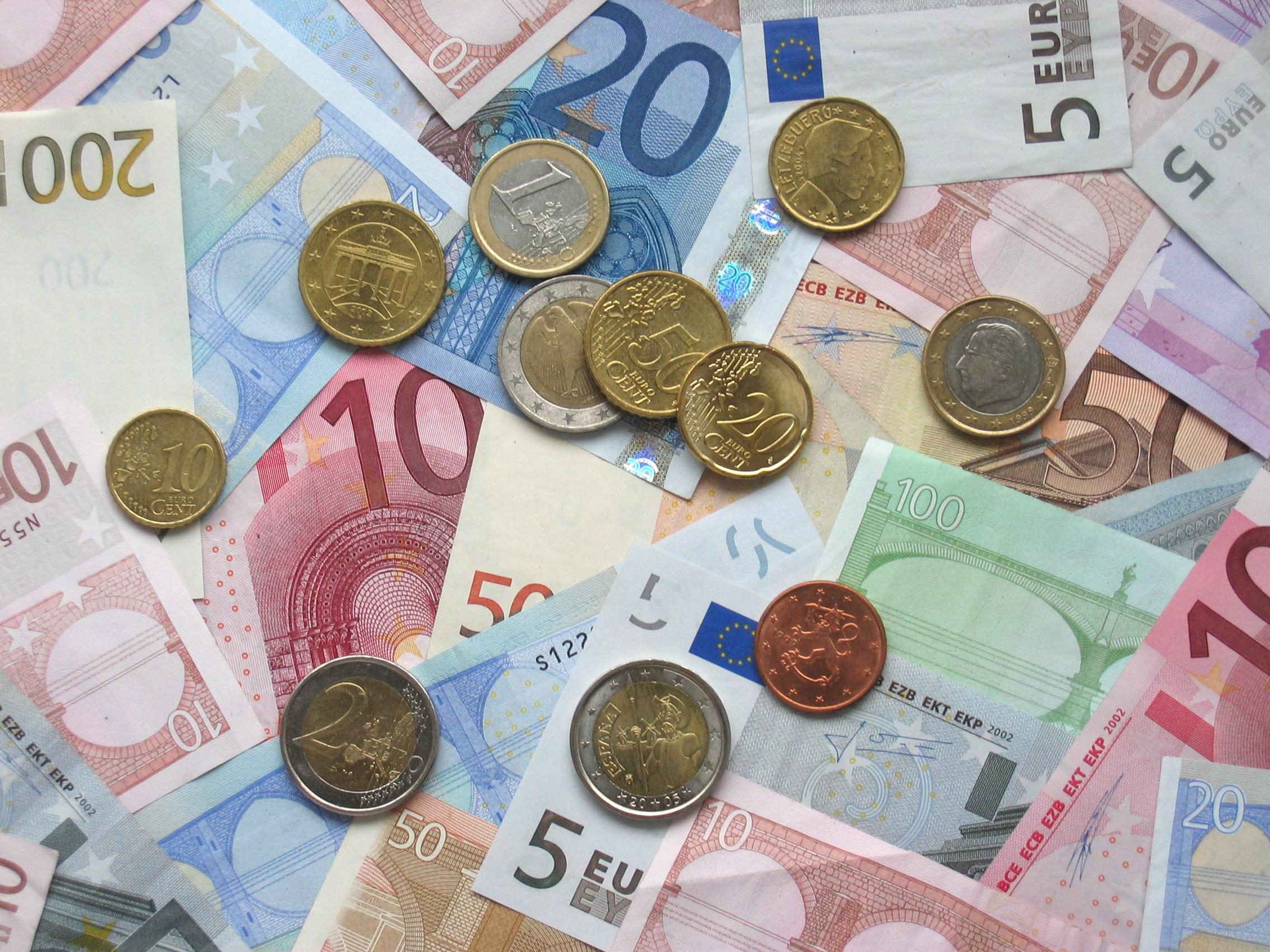
Банкноты евро и монеты различных номиналов

### Последствия
Странам было разрешено держать унаследованную валюту в качестве законного платежного средства в течение двух месяцев — до 28 февраля 2002 года. Официальная дата, когда национальные валюты перестали быть законным платежным средством, варьировалась от государства к государству. Самая ранняя дата была в Германии; марка официально перестала быть законным платежным средством после 31 декабря 2001 года, но большинство государств-членов разрешили своей прежней валюте оставаться в обращении в течение полных двух месяцев. Унаследованную валюту можно было обменять в коммерческих банках страны, где была валюта, в течение дополнительного периода, как правило, до 30 июня 2002 года.
Однако даже после официальных дат они продолжали приниматься для обмена национальными центральными банками в течение различного времени. На неопределенный срок в Австрии, Германии, Ирландии и Испании. Монеты из этих четырёх стран, Италии и Финляндии по-прежнему подлежат обмену. Самыми ранними монетами, которые стали неконвертируемыми, были португальские эскудо, которые перестали иметь денежную ценность после 31 декабря 2002 года, хотя банкноты можно всё ещё обменивать до 2022 года. Все банкноты, выпущенные на 1 января 2002 года, будут оставаться действительными как минимум до 2012 года.
В Германии Deutsche Telekom модифицировал 50 000 таксофонов для приема монет немецкой марки в 2005 году на временной основе. Звонившим было разрешено использовать монеты, в этот момент, на начальном этапе марка была привязана к одному евро, что почти вдвое превышает обычный курс.
Во Франции в квитанциях по-прежнему указывается стоимость продуктов в устаревшей валюте наряду со стоимостью в евро. В других странах еврозоны это долгое время считалось ненужным. В июне 2008 года The New York Times сообщила, что многие торговцы во французском городке Коллобриер в Провансе предпочитают принимать обменные французские франки.

### Ранний рост
После падения до междневного минимума в размере $0,8296 26 октября 2001 года и кратковременного падения до $0,8115 15 января 2002 года евро вскоре оправился от своего раннего спада. Его стоимость в последний раз закрылась ниже $1,00 6 ноября 2002 года ($0,9971), а затем быстро выросла. Он достиг своего пика на уровне $1,35 в 2004 году и достиг своего самого высокого значения по отношению к доллару США на уровне $1,5916 14 июля 2008 года. По мере того как его стоимость росла по отношению к фунту стерлингов в конце 2000-х годов, достигнув максимума в 97,73 пункта 31 декабря 2008 года, его международное использование быстро росло. Значение евро неуклонно росло, и его доля в валютных резервах выросла с почти 18 % в 1999 году до 25 % в 2003 году, в то время как доля доллара упала на эквивалентную величину. Алан Гринспен в 2007 году сказал, что еврозона извлекла выгоду из роста евро и утверждала, что вполне возможно, что она может торговать одинаково или стать более важной, чем доллар США в будущем.

### Общественная поддержка
Общественная поддержка евро в каждой стране еврозоны с 2001 по 2006 год

## Эра рецессии

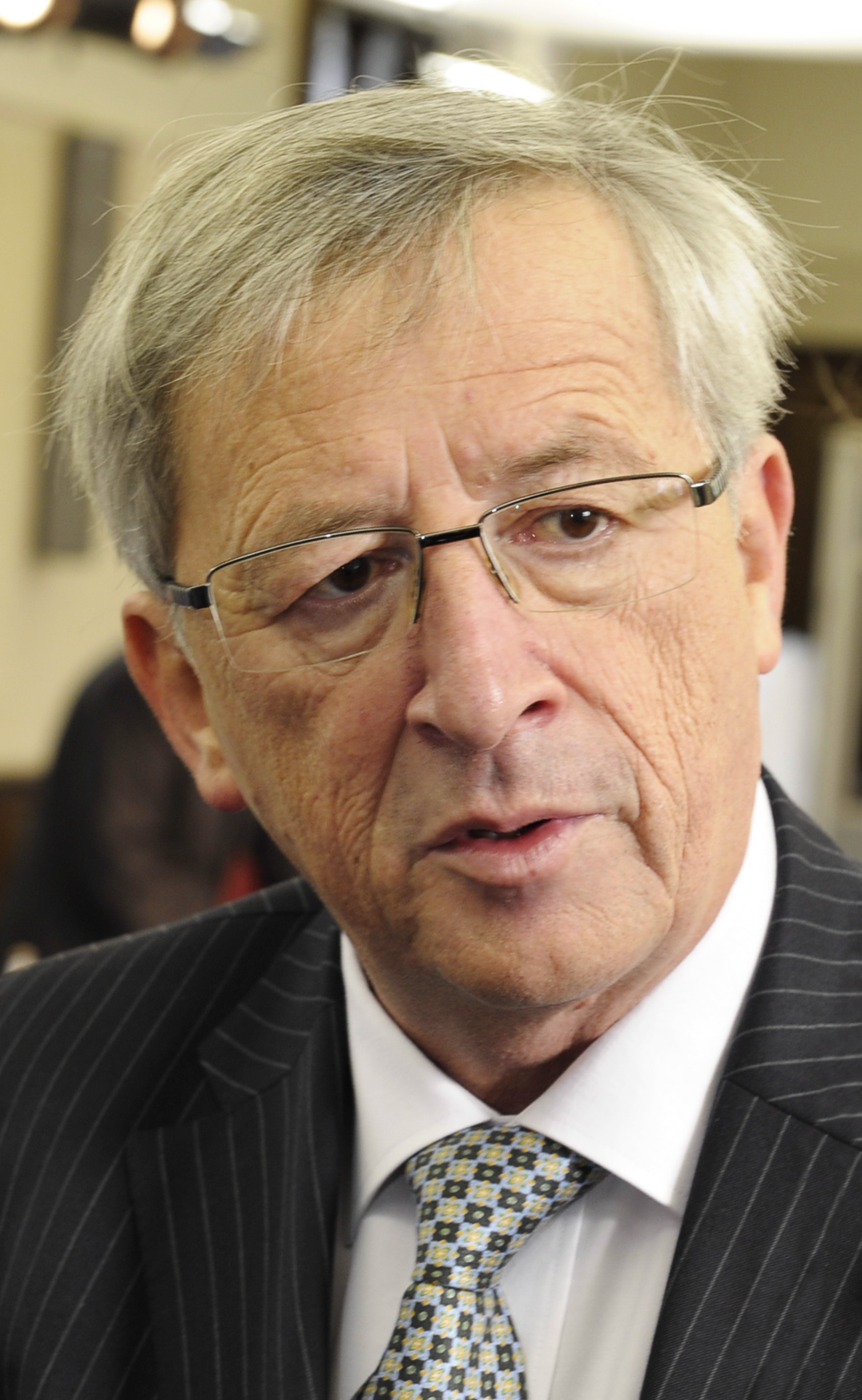
Лиссабонский договор официально закрепил Жан-Клода Юнкера в качестве президента Еврогруппы

В результате мирового экономического кризиса, начавшегося в 2007—2008 годах, еврозона вступила в свою первую официальную рецессию в третьем квартале 2008 года, официальные данные, подтверждающие это, были опубликованы в январе 2009 года. ЕС имело отрицательный рост во втором, третьем и четвёртом кварталах 2008 года и в первом квартале 2009 года, прежде чем вернуться к положительному росту в 2009—2010 годах. Несмотря на рецессию, Эстония присоединилась к еврозоне, а Исландия подала заявку на вступление в ЕС, рассматривая её в то время как «безопасную гавань».

### Лиссабонский договор
В 2009 году Лиссабонский договор официально закрепил Еврогруппу на встрече министров финансов евро с официальным президентом. Жан-Клод Юнкер занимал пост президента до, и после оформления и был сторонником укрепления группы, экономического сотрудничества и общего представительства. Стремление к более тесному экономическому сотрудничеству выросло из-за рецессии и потенциальной неудачи некоторых более слабых членов еврозоны. Однако Германия выступала против предыдущих шагов по укреплению Еврогруппы, (например попытки президента Франции Николя Саркози на саммитах Еврогруппы) из-за опасений подорвать независимость ЕЦБ. Жан-Клод Трише, сменивший Дуйзенберга на посту президента ЕЦБ в 2003 году, отразил многочисленные нападки Саркози в начале рецессии. Перед официальным оформлением Еврогруппы лидеры еврозоны провели чрезвычайный саммит в ответ на финансовый кризис 11 октября 2008 года в Париже. Вместо встречи в качестве министров финансов они встретились в качестве глав государств и правительств (аналогично Европейскому совету), чтобы определить дальнейший план действий для еврозоны и Европейского центрального банка по стабилизации европейской экономики. На таких встречах были согласованы многие новые реформы управления евро.

### Ранние ответы
Лидеры разработали план борьбы с финансовым кризисом, который требовал новых инициатив на сотни миллиардов евро, чтобы предотвратить более масштабный и опасный кризис. Они согласовали план спасения банков: правительства будут вкладываться банки, чтобы увеличить их финансы и гарантировать межбанковское кредитование. Координация действий в условиях кризиса считается жизненно важной для предотвращения действий одной страны, наносящей ущерб другой и усугубляющей проблемы платежеспособности банков а так же нехватки кредитов.
Однако, первоначальные опасения спекулянтов в начале 2009 года о том, что стресс от такой большой рецессии может привести к распаду еврозоны, позиции евро фактически укрепились в течение года. Менее эффективные экономики стали сдавать свои позиции и стали риском дефолта, но спред доходности облигаций между ними и Германией снизился, ослабив нагрузку на все экономики. Большая часть успеха в улучшении состояния была приписана к ЕЦБ, который в июне выдал банкам 500 миллиардов евро. В самом деле, евро стал рассматриваться как безопасная валюта, поскольку страны за его пределами, такие как Исландия, жили хуже, чем страны с евро. Впоследствии Исландия подала заявку в ЕС, чтобы получить выгоду от использования более крупной валюты при поддержке ЕЦБ.

### «Фонды спасения»
Основная статья «Европейский долговой кризис»
Несмотря на риск дефолта в Греции и в других странах-членах в конце 2009—2010 годов, лидеры еврозоны согласились с положениями о спасении государств-членов, которые не могли собрать средства. Это был поворот в обратном направлении по отношению к договорам ЕС, которые исключают любую финансовую помощь, чтобы побудить государства лучше управлять своими финансами. Тем не менее, когда Греция пыталась восстановить свои финансы, другие государства-члены также находились в опасности, и это могло иметь последствия для остальной экономики еврозоны. Был согласован и разработан временный механизм спасения вида SPV под названием «Европейский фонд финансовой стабильности» (дополняемый Европейским механизмом финансовой стабилизации и Международного валютного фонда), направленный на сохранение финансовой стабильности в Европе, оказывая финансовую помощь странам еврозоны, находящимся в затруднительном положении. Кризис также стимулировал консенсус в отношении дальнейшей экономической интеграции и ряда предложений, таких как «Европейский валютный фонд» или федеральное казначейство.
В июне 2010 года было наконец достигнуто общее согласие по спорным предложения для государств-членов экспертной оценки бюджетов друг друга до их представления в национальных парламентах. Хотя против показа всего бюджета друг другу выступали Германия, Швеция и Великобритания. Каждое правительство должно представлять своим коллегам, а также Европейской комиссии оценки роста, инфляции, доходов и расходов за шесть месяцев до их передачи в национальные парламенты. Если у страны возникнет дефицит, они должны будут оправдать его перед остальной частью ЕС, в то время как страны с долгом более 60 % ВВП столкнутся с более пристальным вниманием. Планы будут применяться ко всем членам ЕС, а не только к еврозоне, и должны быть одобрены лидерами ЕС вместе с предложениями для государств, которые столкнутся с санкциями, прежде чем они достигнут лимита в 3 % (пакт стабильности и роста). Польша раскритиковала идею удержания регионального финансирования для тех, кто нарушает пределы дефицита, поскольку это повлияет только на более бедные государства. В июне 2010 года Франция согласилась поддержать план Германии по приостановлению права голоса для членов, нарушающих правила.
В конце 2010 - начале 2011 года было решено заменить Европейский фонд финансовой стабильности и Европейский механизм финансовой стабилизации на более крупный и постоянный — Европейский стабилизационный механизм (ЕСМ). ЕСМ требовал внесения поправки в договор, чтобы разрешить его деятельность, и отдельного договора для его укрепления. В итоге был создан вовремя, чтобы взять на себя управление по истечении срока действия предыдущих учреждений в 2013 году. Так же ЕСМ решил поддержать Италию, начав скупку итальянских облигаций, как это было сделано с Грецией, чтобы ей пришлось в будущем просить финансовую помощь.

### Фискальное соглашение
В марте 2011 года была инициирована новая реформа Пакта о стабильности и росте, направленная на ужесточение правил путем принятия автоматической процедуры наложения штрафов в случае нарушения правил дефицита или долга. В пакте «Евро Плюс» излагается широкий спектр реформ, которые необходимо провести в еврозоне, чтобы гарантировать, что правительства Франции и Германии согласятся продвигать «истинное экономическое правительство», которое будет включать в себя саммиты лидеров еврозоны дважды в год и налог на финансовые операции.
Европейский фискальный союз — это предложение о заключении договора о финансовой интеграции, описанное в решении, принятом 9 декабря 2011 года Европейским советом. Участниками являются государства - члены еврозоны и все другие члены ЕС, за исключением Великобритании и Чешской Республики. Договор вступил в силу 1 января 2013 года для 16 государств, завершивших ратификацию до этой даты, а 1 апреля 2014 года вступил в силу для всех 25 подписавших его сторон.

## Расширение
Несмотря на слухи о том, что кризис в Греции может распространиться и что евро может рухнуть, некоторые новые государства ЕС после расширения 2004 года присоединились к валюте во время рецессии. Словения, Мальта и Кипр присоединились в течение первых двух лет рецессии, за ними последовала Словакия
в 2009 году. Три балтийских государства — Эстония, Латвия и Литва — присоединились в 2011, 2014 и 2015 годах соответственно.

#### Словения
Словения была первой страной, присоединившейся к еврозоне после выпуска монет и банкнот. Участие в ERM II началось 28 июня 2004 года, а 11 июля 2006 года Совет ЕС принял решение, разрешающее Словении присоединиться к зоне евро с 1 января 2007 года. Евро заменил словенский толар 1 января 2007 года. Обменный курс между евро и толаром были установлены 11 июля 2006 года на уровне 239.640 СИТ, но, в отличие от предыдущих запусков, наличные и безналичные операции вводились одновременно.

#### Кипр
Кипр заменил кипрский фунт на евро 1 января 2008 года.
Официальное письмо с заявкой на вступление в еврозону было подано 13 февраля 2007 года.16 мая 2007 года Европейская комиссия при поддержке Европейского центрального банка дала согласие на вступление в январе 2008 года.
Кампания по информированию граждан Кипра о евро официально началась в кипрских СМИ 9 марта 2007 года. 15 марта 2007 года Палата представителей Кипра приняла необходимые законы для введения евро 1 января 2008 года. Европейский комиссар по вопросам экономики и денежной политики Хоакин Альмуния 16 мая 2007 года рекомендовал Кипру ввести евро в соответствии с графиком, и Европейский парламент дал согласие 21 июня 2007 года; дату подтвердили лидеры ЕС. Окончательное решение было принято министрами финансов ЕС (Ecofin) 10 июля 2007 года, и курс обмена был установлен на уровне 0,585274 CYP. 23 октября 2007 года дизайн монет был официально опубликован в Официальном журнале Европейского союза.
1 января 2008 года евро заменил кипрский фунт в качестве официальной валюты. Евро используется только в контролируемых правительством районах Республики, в районах суверенных баз Акротири и Декелия (под юрисдикцией Великобритании, за пределами ЕС) и в буферной зоне Организации Объединённых Наций на Кипре. Де-факто Турецкая республика Северного Кипра продолжает использовать новую турецкую лиру в качестве основной валюты и евро в качестве вторичной валюты.

#### Мальта
Мальта заменила мальтийскую лиру на евро 1 января 2008 года. Цели были официально подтверждены 26 февраля 2007 года. 16 мая 2007 года Хоакин Альмуния рекомендовал Мальте перейти на евро в соответствии с графиком. Конечное решение было принято и подтверждено Советом министров финансов от 10 июля 2007 года. В тот же день, в Парижском монетном дворе были отчеканены первые мальтийские евро в виде монет. Первые монеты стали доступны для широкой публики 1 декабря 2007 года, так как малые предприятия начали получать стартовые пакеты стоимостью 131 евро каждый, чтобы пополнить свои кассовые аппараты достаточным количеством монет. 10 декабря 2007 года для широкой публики были доступны мини-наборы стоимостью 11,65 евро каждый. Мальтийские монеты, действовавшие на момент перехода на евро, можно было обменять до 1 февраля 2010 года.
Граждане Мальты могли получать информацию о евро непосредственно в своем городе или деревне в период с декабря 2007 года по январь 2008 года. Люди, прошедшие специальную подготовку по вопросам, связанным с переходом на евро, предоставляли информацию о новой валюте вместе с информационными материалами.
В декабре 2007 года в рамках празднования перехода на евро улицы Валлетты были покрыты коврами с изображением евромонет. Празднование достигло апогея в канун Нового года с фейерверка недалеко от района Гранд-Харбор, некоторые другие мероприятия пришлось перенести в закрытые помещения из-за штормовой погоды, обрушившейся на остров в ту ночь.

#### Словакия
Словакия перешла на евро 1 января 2009 года. Крона была частью ERM II с 28 ноября 2005 года, требуя торговли в пределах 15 % от согласованной центральной ставки; этот курс был изменён 17 марта 2007 года и снова 28 мая 2008 года. Ставка 30,126 словацких крон с мая 2008 года была окончательно подтверждена 8 июля 2008 года.
1 апреля 2008 года Национальный банк Словакии (НБС) объявил о своем плане изъятия банкнот и монет словацкой кроны для содействия процессу конвертации в евро. Спустя несколько дней, 5 апреля 2008 года, Словакия официально подала заявку на вступление в еврозону. 7 мая 2008 года Европейская комиссия одобрила заявку и попросила государства-члены одобрить заявку во время встречи министров финансов ЕС в июле 2008 года.
Словакия выполнила критерии конвергенции евро. Инфляция в Словакии за двенадцать месяцев составила 2,2 %, что значительно ниже порогового уровня в 3,2 %. Однако на март 2008 года годовая инфляция составила 3,6 %. Бюджетный дефицит составил 2,2 % по сравнению с контрольным значением 3,0 %. Наконец, в 2007 году коэффициент государственного долга составлял 29,4 % ВВП, что значительно ниже максимального коэффициента в 60,0 %. Общественное мнение поддержало переход: 58 % за и 35 % против, но 65 % обеспокоены инфляционными последствиями принятия. Через три месяца после введения валюты 83 % словаков сочли правильным решение Словакии о переходе на евро.
1 января 2009 года рекламировали «евромобиль», в котором профессиональный актёр разъезжал по сельской местности и устраивал импровизированные викторины о евро. Победители получили футболки с символикой евро, калькуляторы с евро и шоколадные монеты с евро. Стартовые наборы с евро, доступные за 500 крон, были популярным рождественским подарком в 2008 году. Однако монеты в них не действовали в качестве законного платежного средства в еврозоне до 1 января 2009 года, а обмен кроны был возможен до 17 января 2009 года, хотя их можно было обменять в центральном офисе банка в Братиславе до финальной, окончательной даты, которую определили позднее. Любой, кто использовал монеты словацкого евро до 1 января, мог быть оштрафован. Предприятия, использовавшие переход для повышения цен, также подверглись штрафу.

### Балтийские государства
В 2010 году Эстония заручилась поддержкой Европейской комиссии, Европейского центрального банка и Европейского парламента для присоединения 1 января 2011 года, и Эстония приняла валюту в этот день. В 2013 году Латвия заручилась поддержкой Европейской комиссии, Европейского центрального банка и Европейского парламента для присоединения 1 января 2014 года, и приняла валюту в этот же день. 23 июля 2014 года Литва стала последним балтийским государством получившим разрешение на присоединение к евро, которое было принято 1 января 2015 года.

### Общественное мнение
Мнение общества о евро в каждом государстве с начала финансового кризиса в 2007 году, до присоединения Литвы в 2015 году.

## Общественная поддержка
| Государство-член или кандидат | Вступление в еврозону | 55 - апрель 2001 | 56 - октябрь 2001 | 57 - март 2002 | 58 - октябрь 2002 | 59 - март 2003 | 60 - октябрь 2003 | 61 - февраль 2004 | 62 - октябрь 2004 | 63 - май 2005 | 64 - октябрь 2005 | 65 - март 2006 | 66 - сентябрь 2006 | 67 - апрель 2007 | 68 - сентябрь 2007 | 69 - март 2008 | 70 - октябрь 2008 | 71 - июнь 2009 | 72 - октябрь 2009 | 73 - май 2010 | 74 - ноябрь 2010 | 75 - май 2011 | 76 - ноябрь 2011 | 77 - май 2012 | 78 - ноябрь 2012 | 79 - май 2013 | 80 - ноябрь 2013 | 81 - май 2014 | 82 - ноябрь 2014 | 83 - май 2015 | 84 - ноябрь 2015 | 85 - май 2016 | 86 - ноябрь 2016 | 87 - май 2017 | 88 - ноябрь 2017 | 89 - март 2018 | 90 - ноябрь 2018 |
| Австрия                       | 1999                  | 59               | 68                | 72             | 75                | 72             | 67                | 68                | 73                | 65            | 67                | 60             | 67                 | 67               | 68                 | 66             | 74                | 71             | 71                | 64            | 68               | 63            | 58               | 65            | 66               | 65            | 65               | 67            | 69               | 63            | 62               | 69            | 62               | 68            | 69               | 67             | 70               |
| Бельгия                       | 1999                  | 75               | 72                | 82             | 81                | 85             | 81                | 83                | 89                | 84            | 83                | 82             | 85                 | 84               | 82                 | 84             | 82                | 83             | 78                | 78            | 79               | 82            | 80               | 75            | 69               | 76            | 74               | 78            | 76               | 75            | 79               | 77            | 76               | 78            | 81               | 82             | 84               |
| Болгария                      | н/д                   |                  |                   |                |                   |                |                   | 74                | 67                | 63            | 65                | 62             | 66                 | 64               | 57                 | 68             | 61                | 60             | 59                | 55            | 54               | 57            | 50               | 54            | 46               | 44            | 51               | 41            | 45               | 43            | 37               | 42            | 38               | 39            | 39               | 35             | 35               |
| Хорватия                      | н/д                   |                  |                   |                |                   |                |                   |                   | 63                | 59            | 61                | 59             | 63                 | 68               | 66                 |                | 65                | 63             | 59                | 67            | 67               | 64            | 63               | 62            | 52               | 61            | 57               | 53            | 56               | 56            | 56               | 54            | 52               | 51            | 43               | 46             | 40               |
| Кипр                          | 2008                  |                  |                   |                |                   |                |                   | 65                | 59                | 53            | 46                | 46             | 43                 | 50               | 46                 | 58             | 58                | 67             | 63                | 57            | 63               | 55            | 55               | 52            | 48               | 47            | 44               | 53            | 51               | 44            | 49               | 53            | 52               | 60            | 67               | 69             | 74               |
| Чехия                         | н/д                   |                  |                   |                |                   |                |                   | 56                | 60                | 63            | 60                | 57             | 60                 | 60               | 53                 | 53             | 53                | 51             | 55                | 36            | 41               | 28            | 22               | 24            | 22               | 25            | 26               | 24            | 25               | 22            | 20               | 21            | 25               | 20            | 22               | 23             | 21               |
| Дания                         | н/д                   | 40               | 47                | 52             | 55                | 53             | 52                | 50                | 50                | 50            | 50                | 50             | 53                 | 54               | 52                 | 51             | 51                | 53             | 53                | 42            | 43               | 41            | 29               | 28            | 30               | 32            | 33               | 29            | 34               | 31            | 30               | 29            | 30               | 29            | 31               | 29             | 30               |
| Эстония                       | 2011                  |                  |                   |                |                   |                |                   | 46                | 55                | 59            | 53                | 48             | 49                 | 54               | 54                 | 56             | 58                | 31             | 63                | 57            | 63               | 71            | 64               | 71            | 69               | 73            | 76               | 80            | 83               | 83            | 82               | 78            | 81               | 83            | 84               | 88             | 85               |
| Финляндия                     | 1999                  | 67               | 63                | 64             | 66                | 75             | 70                | 73                | 79                | 77            | 79                | 75             | 78                 | 81               | 77                 | 80             | 82                | 83             | 81                | 77            | 64               | 77            | 71               | 74            | 76               | 75            | 75               | 76            | 75               | 78            | 74               | 76            | 78               | 77            | 75               | 76             | 82               |
| Франция                       | 1999                  | 49               | 63                | 67             | 71                | 75             | 68                | 68                | 78                | 76            | 78                | 70             | 76                 | 72               | 74                 | 71             | 73                | 73             | 69                | 65            | 69               | 69            | 63               | 69            | 69               | 62            | 63               | 68            | 67               | 68            | 67               | 70            | 68               | 72            | 71               | 70             | 72               |
| Германия                      | 1999                  | 53               | 60                | 67             | 62                | 70             | 60                | 58                | 69                | 59            | 66                | 63             | 66                 | 72               | 69                 | 69             | 71                | 69             | 66                | 62            | 67               | 63            | 66               | 65            | 69               | 66            | 71               | 75            | 74               | 76            | 73               | 73            | 81               | 83            | 81               | 83             | 81               |
| Греция                        | 2001                  | 72               | 79                | 80             | 71                | 70             | 64                | 64                | 62                | 49            | 46                | 51             | 49                 | 47               | 51                 | 51             | 58                | 62             | 63                | 64            | 64               | 60            | 75               | 75            | 65               | 60            | 62               | 69            | 63               | 69            | 70               | 62            | 68               | 64            | 66               | 69             | 67               |
| Венгрия                       | н/д                   |                  |                   |                |                   |                |                   | 63                | 60                | 64            | 64                | 66             | 61                 | 67               | 65                 | 63             | 63                | 63             | 66                | 67            | 71               | 61            | 54               | 47            | 50               | 50            | 55               | 53            | 54               | 55            | 49               | 51            | 52               | 52            | 57               | 53             | 53               |
| Ирландия                      | 1999                  | 72               | 73                | 78             | 80                | 76             | 79                | 83                | 85                | 86            | 87                | 85             | 87                 | 88               | 87                 | 87             | 87                | 86             | 86                | 84            | 80               | 78            | 78               | 79            | 67               | 69            | 70               | 75            | 76               | 79            | 76               | 80            | 85               | 83            | 84               | 84             | 84               |
| Италия                        | 1999                  | 83               | 79                | 87             | 76                | 82             | 70                | 69                | 62                | 67            | 64                | 66             | 64                 | 67               | 63                 | 58             | 61                | 61             | 63                | 64            | 68               | 67            | 57               | 53            | 57               | 59            | 53               | 54            | 54               | 59            | 55               | 54            | 53               | 58            | 59               | 61             | 63               |
| Латвия                        | 2014                  |                  |                   |                |                   |                |                   | 55                | 59                | 57            | 55                | 46             | 53                 | 47               | 48                 | 54             | 47                | 48             | 53                | 55            | 52               | 53            | 42               | 39            | 35               | 43            | 53               | 68            | 74               | 78            | 72               | 78            | 78               | 78            | 76               | 83             | 81               |
| Литва                         | 2015                  |                  |                   |                |                   |                |                   | 63                | 69                | 60            | 54                | 46             | 55                 | 54               | 48                 | 57             | 48                | 52             | 52                | 50            | 51               | 48            | 46               | 42            | 43               | 40            | 40               | 50            | 63               | 73            | 67               | 65            | 67               | 65            | 68               | 65             | 67               |
| Люксембург                    | 1999                  | 81               | 84                | 91             | 89                | 88             | 83                | 88                | 85                | 87            | 89                | 81             | 84                 | 81               | 85                 | 82             | 83                | 86             | 80                | 79            | 86               | 80            | 80               | 78            | 72               | 77            | 79               | 78            | 80               | 80            | 80               | 82            | 87               | 85            | 77               | 81             | 85               |
| Мальта                        | 2008                  |                  |                   |                |                   |                |                   | 46                | 46                | 50            | 50                | 47             | 55                 | 64               | 63                 | 72             | 63                | 68             | 66                | 66            | 67               | 68            | 61               | 63            | 64               | 68            | 69               | 73            | 77               | 78            | 74               | 75            | 77               | 77            | 77               | 72             | 74               |
| Нидерланды                    | 1999                  | 66               | 71                | 75             | 67                | 67             | 62                | 58                | 72                | 71            | 71                | 70             | 73                 | 77               | 81                 | 80             | 83                | 81             | 81                | 71            | 76               | 74            | 71               | 73            | 75               | 68            | 71               | 76            | 76               | 75            | 75               | 77            | 77               | 79            | 78               | 80             | 80               |
| Польша                        | н/д                   |                  |                   |                |                   |                |                   | 59                | 65                | 56            | 50                | 54             | 52                 | 54               | 49                 | 49             | 44                | 47             | 46                | 43            | 47               | 38            | 38               | 35            | 36               | 29            | 35               | 37            | 40               | 32            | 34               | 35            | 34               | 32            | 36               | 34             | 36               |
| Португалия                    | 1999                  | 59               | 67                | 73             | 70                | 75             | 69                | 67                | 67                | 65            | 67                | 57             | 63                 | 64               | 60                 | 54             | 53                | 54             | 61                | 53            | 56               | 49            | 54               | 58            | 55               | 52            | 50               | 59            | 58               | 62            | 67               | 69            | 74               | 74            | 77               | 80             | 77               |
| Румыния                       | н/д                   |                  |                   |                |                   |                |                   | 74                | 71                | 74            | 66                | 65             | 70                 | 73               | 71                 | 72             | 71                | 72             | 71                | 64            | 64               | 65            | 61               | 60            | 56               | 56            | 58               | 63            | 65               | 64            | 63               | 57            | 55               | 60            | 57               | 61             | 55               |
| Словакия                      | 2009                  |                  |                   |                |                   |                |                   | 68                | 69                | 72            | 60                | 63             | 65                 | 69               | 63                 | 66             | 76                | 89             | 86                | 87            | 89               | 82            | 78               | 80            | 72               | 77            | 78               | 74            | 79               | 81            | 78               | 78            | 81               | 80            | 80               | 77             | 77               |
| Словения                      | 2007                  |                  |                   |                |                   |                |                   | 85                | 87                | 83            | 77                | 82             | 83                 | 91               | 86                 | 90             | 90                | 86             | 88                | 82            | 83               | 81            | 81               | 80            | 83               | 77            | 78               | 79            | 75               | 78            | 77               | 80            | 85               | 83            | 85               | 84             | 86               |
| Испания                       | 1999                  | 68               | 73                | 80             | 77                | 75             | 70                | 74                | 69                | 58            | 61                | 60             | 64                 | 68               | 68                 | 67             | 67                | 66             | 62                | 64            | 62               | 62            | 63               | 55            | 63               | 52            | 56               | 60            | 65               | 61            | 67               | 68            | 71               | 75            | 82               | 76             | 78               |
| Швеция                        | н/д                   | 29               | 51                | 49             | 51                | 41             | 41                | 45                | 46                | 48            | 44                | 50             | 51                 | 45               | 45                 | 48             | 48                | 51             | 52                | 34            | 37               | 34            | 23               | 27            | 23               | 19            | 23               | 19            | 23               | 25            | 23               | 25            | 27               | 25            | 25               | 26             | 29               |
| Великобритания                | н/д                   | 25               | 27                | 31             | 28                | 24             | 23                | 26                | 31                | 28            | 28                | 28             | 29                 | 29               | 24                 | 26             | 28                | 27             | 28                | 19            | 17               | 21            | 15               | 15            | 14               | 15            | 19               | 16            | 20               | 20            | 20               | 17            | 24               | 23            | 30               | 27             | 28               |
| ЕС СРЕДНЕЕ                    | н/д                   | 59               | 61                | 67             | 63                | 66             | 59                | 60                | 63                | 59            | 60                | 59             | 60                 | 63               | 61                 | 60             | 61                | 61             | 60                | 56            | 58               | 56            | 53               | 52            | 53               | 51            | 52               | 55            | 56               | 57            | 56               | 55            | 58               | 60            | 61               | 61             | 62               |